# رولز-رویس ترنت ایکس‌دابلیوبی
رولز-رویس ترنت ایکس‌دابلیوبی (به انگلیسی: Rolls-Royce Trent XWB) یک موتور هواگرد ساختِ کارخانهٔ رولز-رویس هولدینگز در کشور بریتانیا است . 